# جوزيت باينوم
جوزيت باينوم (بالإنجليزية: Josette Bynum)‏ هي مصارعة محترفة أمريكية، ولدت في 11 سبتمبر 1977 في منيابولس في الولايات المتحدة.

## وصلات خارجية
- جوزيت باينوم على موقع CageMatch worker (الإنجليزية)
- جوزيت باينوم على موقع قاعدة بيانات المصارعة على الإنترنت (الإنجليزية)
- جوزيت باينوم على موقع عالم المصارعة على الإنترنت (الإنجليزية)
- جوزيت باينوم على موقع عالم المصارعة على الإنترنت (الإنجليزية)

- جوزيت باينوم على موقع IMDb (الإنجليزية)
- جوزيت باينوم على موقع قاعدة بيانات الفيلم (الإنجليزية)